# Pęcherznica
Pęcherznica (Physocarpus) – rodzaj roślin należący do rodziny różowatych (Rosaceae). Obejmuje 7 gatunków, z których jeden (P. amurensis) występuje w północno-wschodniej Azji, a pozostałe w Ameryce Północnej (od północnego Meksyku po Alaskę i Quebec). Pęcherznica kalinolistna P. opulifolius jest popularnie uprawiana jako krzew ozdobny w Europie i Ameryce Północnej.

## Morfologia
PokrójKrzewy o sezonowym ulistnieniu. Osiągają wysokość do 4–6 m. Pędów jest zwykle od 5 do 20, prosto wzniesionych lub rozchylających się, nagich lub owłosionych gwiazdkowato. Zwykle z korą łuszczącą się długimi, wąskimi pasmami. Obecne krótkopędy.
LiścieSkrętoległe, z przylistkami, ogonkowe, pojedyncze, silnie użyłkowane. Blaszka w zarysie owalna, jajowata do zaokrąglonej, zwykle z 3–5 klapami, karbowana pojedynczo lub podwójnie, czasem podwójnie ząbkowana. Jesienią przebarwiają się na bladożółto.
KwiatyNiewielkie (o średnicy 5–12 mm), zebrane po 5–50 w baldachogrona wyrastające na szczytach pędów (także krótkopędów). Kwiaty szypułkowe z hypancjum miseczkowatym lub dzwonkowatym o średnicy do 3 mm. Działek kielicha jest 5 odstających lub odgiętych. Płatków korony także jest 5, są one białe lub różowe, okrągłe do eliptycznych, czasem o brzegu nieregularnie ząbkowanym. Pręcików jest 20–40 o długości krótszej, równej lub dłuższej od płatków. Zalążnia dolna. Owocolistków jest od 1 do 5, zrośniętych u dołu. Szyjki słupków są cienkie, znamiona główkowate.
OwocePęcherzykowato rozdęte torebki zawierające po 2–4 nasiona. Owoc rozwija się w trwałym hypancjum zwieńczonym trwałymi działkami.

## Systematyka
Pozycja systematyczna
Rodzaj należący do plemienia Neillieae, podrodziny Spiraeoideae, rodziny różowatych (Rosaceae Juss.), rzędu różowców, kladu różowych w obrębie okrytonasiennych.
Wykaz gatunków
- Physocarpus alternans (M.E.Jones) J.T.Howell
- Physocarpus amurensis (Maxim.) Maxim.
- Physocarpus capitatus (Pursh) Kuntze
- Physocarpus intermedius (Rydb.) C.K.Schneid.
- Physocarpus malvaceus (Greene) Kuntze
- Physocarpus monogynus (Torr.) J.M.Coult.
- Physocarpus opulifolius (L.) Maxim. – pęcherznica kalinolistna